# تشر
تشر هي قرية في مقاطعة أرومية، إيران. عدد سكان هذه القرية هو 536 في سنة 2006.